# Attesa (telefonia)
In telefonia, l’attesa (nota anche come messa in attesa) è una funzionalità di servizio che permette all’utente di non interrompere la connessione telefonica stabilita con un altro utente, impedendo allo stesso tempo ogni comunicazione tra i due finché la messa in attesa non venga manualmente disattivata (portando così alla ripresa regolare delle comunicazioni).
Se la telefonata è messa in attesa perché una condizione “interferente” ostacola la comunicazione, ad esempio l’eventuale chiamata di un terzo, la connessione principale riprende quando non vi sono più conflitti fra chiamate. L’attesa involontaria infatti, molto spesso, e specie nei telefoni più datati o semplici, sorge per l’incapacità tecnica del sistema nel gestire una connessione plurima. Il problema della linea immancabilmente "occupata" è invece risolto nei telefoni più moderni o complessi sotto forma della cosiddetta “audioconferenza”.
All'atto pratico, poi, in forme di attesa più organizzate come nel caso di un centralino di assistenza clienti, viene generalmente riprodotto uno specifico tono o suono che segnali all'utente sospeso della condizione in atto o, ancora (eventualmente alternato ai primi), un messaggio vocale, una musica o simili.